# 金屬互化物

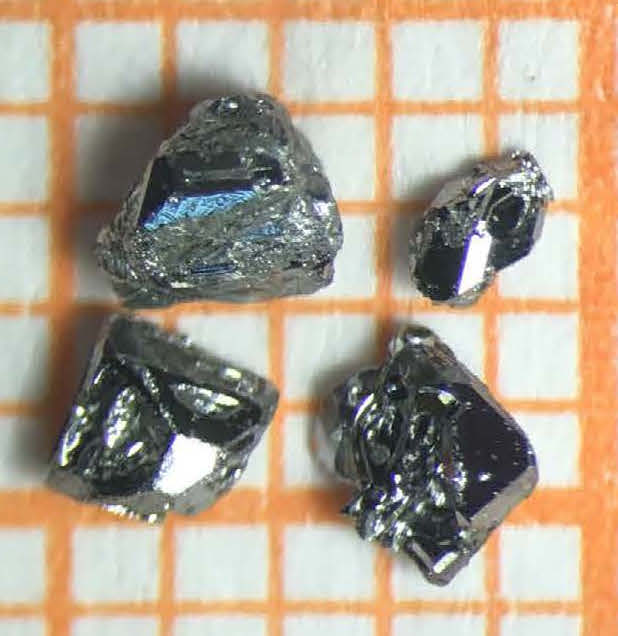
Cr_{11}Ge_{19}

金屬互化物（英語：intermetallic compound）或金屬間化合物是一個被用來表示一種特殊情況的術語。指的是固體相涉及金屬，以及一種完全不同的配位化學，它被用來解釋由兩種或兩種以上金屬所構成的複合物。
請注意，許多金屬間化合物常稱合金，但是嚴格來說他們不是合金，因為結合之後物性的變化參考的理論不盡相同。就像複雜金屬合金這種非常大的金屬間化合物。

## 定義

### 研究上的定義
這是由1967年的舒爾滋提出的，其定義為固相金屬間化合物擁有兩個或兩個以上的金屬元素，它們的晶體結構有別於一般的分子晶體或離子晶體。這定義包含以下內容：
- 電子化合物 - 化合物形成時由原子的價電子擔任重要角色
- σ相化合物、拉夫斯相化合物 - 成份的金屬元素堆積成特殊結構

金屬的定義是指：
- 所謂的貧金屬，如鋁、鎵、銦、鉈、錫和鉛
- 部份的類金屬元素，如矽、鍺、砷、銻和碲。
- 合金，這是指均勻混合金屬，以及間隙化合物，但碳化物和氮化物被排除在外。